# 隆加島 (特里什尼什群島)

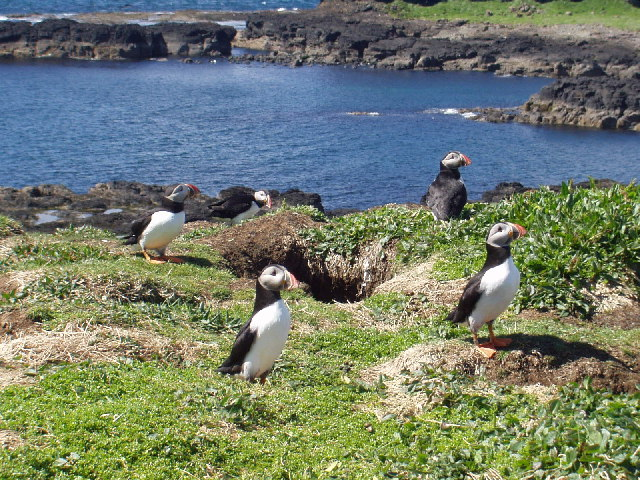

隆加島是蘇格蘭的島嶼，位於大西洋海域，屬於特里什尼什群島的一部分，由阿蓋爾-比特負責管轄，面積0.81平方公里，最高點海拔高度103米，島上無人居住。
56°29′27″N 6°25′18″W / 56.49083°N 6.42167°W